# Gaussia spirituana
Gaussia spirituana es una palmera que es endémica de la Sierra de Jatibonico, en el centro-este Cuba.

## Descripción
Gaussia spirituana tiene tallos son de color blanquecino, que alcanzan un tamaño de hasta 7 metros de altura y 30-35 centímetros de diámetro, hinchado en la base se estrechan hacia arriba. Los árboles tienen hasta diez hojas compuestas pinnadas. Los frutos son de color rojo anaranjado, de 1 cm de diámetro.
La especie se considera en peligro de extinción basado en el hecho de que sólo se conocen 150 individuos en vida, fragmentadas en cinco subpoblaciones. También se ven amenazados por la destrucción del hábitat y patógenos no nativos.

## Taxonomía
Gaussia spirituana fue descrito por Moya & Leiva y publicado en Revista del Jardín Botánico Nacional 12: 16. 1991[1993].
Etimología
Gaussia: nombre genérico otorgado en honor del matemático alemán Karl Friedrich Gauss (1777–1855).
spirituana: epíteto latíno